# Севернобрежен регион
Севернобрежна област (на английски: North Bank Division) е една от областите на Гамбия. Разположена е на северния бряг на река Гамбия, откъдето идва и името и. Граничи със Сенегал. Площта ѝ е 2256 квадратни километра, а населението е 220 080 души (по преброяване от април 2013 г.). Столицата на областта е град Кереуан. Севернобрежната област е разделена на 6 общини.